# ستاره پلاسکت
ستارهٔ پلاسکت (به انگلیسی: plaskett's star) یا اچ دی ۴۷۱۲۹ یا اچ آر ۲۴۲۲ یک ستارهٔ دوتایی طیفی است. فاصلهٔ این ستاره با زمین ۶٬۶۰۰ سال نوری است. نام این ستاره از نام اخترشناس کاشف کانادایی آن، جان استانلی پلاسکت گرفته شده است.

## جرم
همان طور که برای جرم ستارگان یک مقدار کمینه وجود دارد؛ یک مقدار بیشینه هم وجود دارد. ستارگانِ با جرم بیشتر از ۱۰۰ جرم خورشیدی شدیداً نادرند و در بالاتر از ۲۰۰ جرم خورشیدی هیچ ستاره‌ای وجود ندارد. البته جرم برخی از ستارگان به این مقدار بیشینه نزدیک است. یکی از پرجرم‌ترین ستارگان شناخته‌شده، و صدالبتّه یکی از پرجرم‌ترین ستارگان دوتایی شناخته‌شده، ستارهٔ پلاسکت است که در صورت فلکی تکشاخ قرار دارد. جرم دو ستارهٔ آن ۴۰ و ۶۰ جرم خورشیدی است.

## شرایط رصدی
قدر ظاهری این ستاره در زمین ۶ است و با چشم غیرمسلح به سختی قابل دیدن است. فاصلهٔ دو ستارهٔ آن از فاصلهٔ زمین و خورشید کمتر می‌باشد. بنابراین با تلسکوپ به صورت یک ستارهٔ منفرد دیده می‌شوند و تنها با طیف‌نگاری می‌توان به دوتایی بودنش پی برد. این ستاره در فاصلهٔ حدود ۲ درجهٔ شمال سحابی گل کاغذی و ان جی سی ۲۲۴۴ قرار دارد.